# Pantheinae

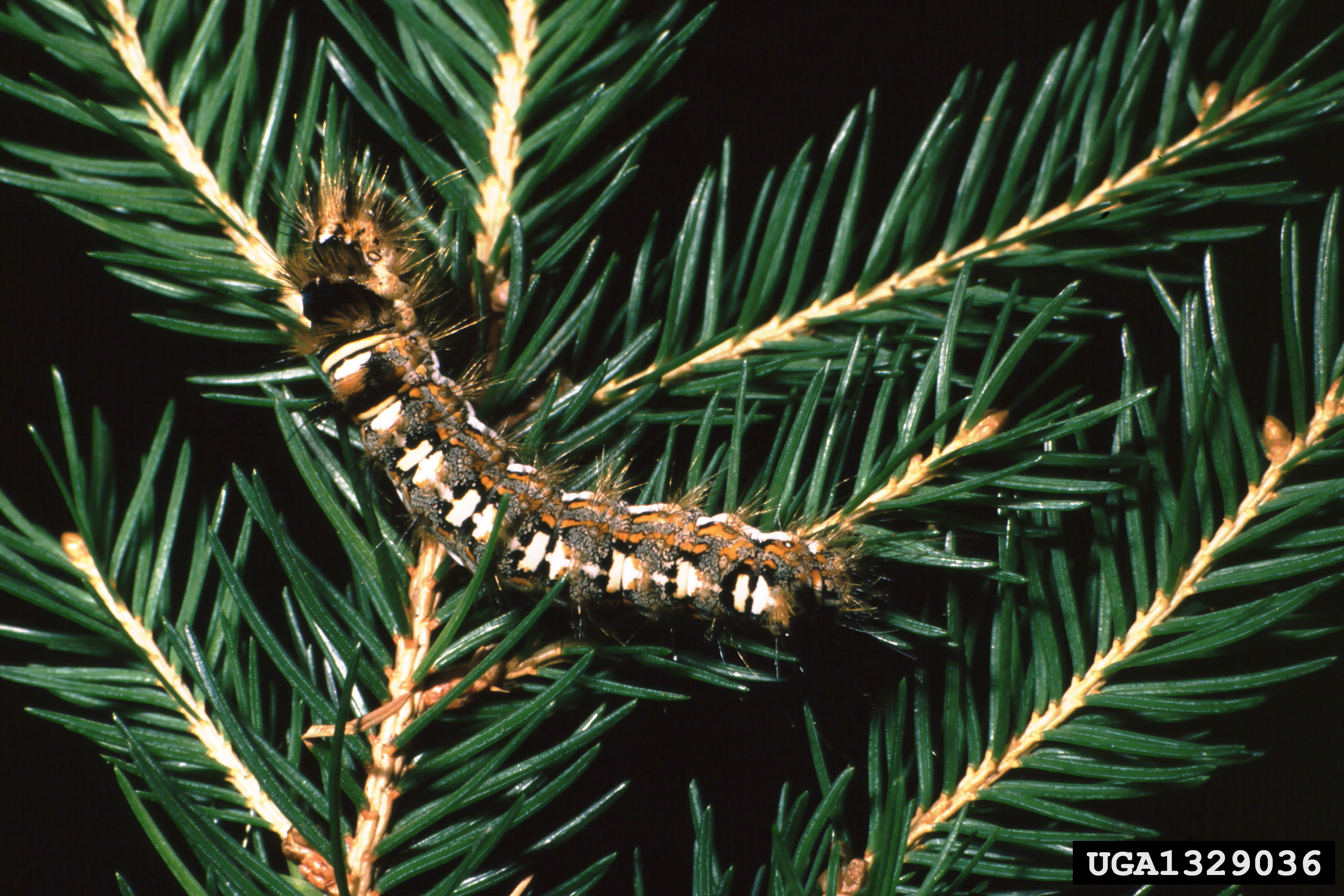
Raupe der Klosterfrau

Die Pantheinae sind eine Unterfamilie der Schmetterlinge, innerhalb der Familie der Eulenfalter (Noctuidae). Sie wurden auch als eigenständige Familie betrachtet, jedoch in den neuesten Klassifikationen wieder als Unterfamilie aufgefasst. Die Unterfamilie umfasst rund 50 Arten, drei Arten kommen auch in Europa vor.

## Merkmale
Die Falter sind meist relativ groß. Die Männchen haben gezähnte (serrate) oder kammförmige (pektinate), die Weibchen dünne, fadenförmige (filiforme) Fühler. Die Labialpalpen sind relativ kurz und das dritte Segment ist sehr kurz und zylindrisch. Der Rüssel (Proboscis) ist kurz, rudimentär oder sogar ganz reduziert. Sie weisen auffällig behaarte Facettenaugen auf. Die Ocelli sind sehr kleine oder fehlen ganz. Die Frons ist glatt. Die Flügel sind gerundet dreieckig, die Ader M2 des Hinterflügels ist immer deutlich entwickelt. Die Flügelornamentierung ist gewöhnlich deutlich, jedoch sehr divers. Auf dem Vorderflügel ist häufig ein dolchförmiger tornaler Strich vorhanden. Meist sind Ring- und Nierenmakel vorhanden und auch gut markiert (Ausnahme: Panthea). In den Tympanalorganen sind die Bullae seitlich verschmolzen, allerdings z. T. nur über eine kurze Strecke. Außerdem kommen noch einige Besonderheiten im weiblichen und männlichen Geschlechtsapparat hinzu.
Die Raupen sind bereits ab dem ersten Stadium behaart und tragen eine große Warze vor den Stigmen am Prothorax. In allen Raupenstadien sind am sechsten und siebten Hinterleibssegment keine Drüsen mittig am Rücken ausgebildet. Der Kopf der Raupen ist ab dem zweiten Stadium behaart, im ersten Stadium befindet sich eine Warze auf dem siebten Hinterleibssegment, unterhalb der Stigmen. Sie besitzen keinen zylinderförmigen Lappen an der Galea, der zweiten Kaulade an den Maxillen wie die Raupen der übrigen Eulenfalter. Die Puppe hat einen gut ausgebildeten Kremaster der mehrfach beborstet ist und bei vielen Arten sind die Schenkel (Femora) mit dem Prothorax verwachsen.

## Geographisches Vorkommen und Lebensraum
Die rd. 50 Arten kommen in der Paläarktis, der Nearktis und in der Orientalis der paläotropischen Faunenprovinz vor. Lediglich drei Arten sind in Europa beheimatet, die auch in Mitteleuropa vorkommen. Die größte Diversität wird in den Bergwäldern des Himalaya, Südchinas und Indochinas beobachtet.

## Lebensweise
Die Verpuppung findet in einem dichten Kokon statt, der Ähnlichkeit mit denen der Gattung Acronicta (Unterfamilie Acronictinae) hat. Eine Reihe von Gattungen haben die gleiche Lebensweise und ernähren sich von holzigen Pflanzen, vor allem von Nadelbäumen, aber auch von Steineibengewächsen (Podocarpaceae), Buchengewächsen (Fagaceae), Weidengewächsen (Salicaceae), Rosskastaniengewächsen (Aceraceae) und Rosengewächsen (Rosaceae).

## Systematik
Die Unterfamilie umfasst derzeit etwa 18 Gattungen. Drei Gattungen mit jeweils einer Art kommen auch Mitteleuropa vor. Allerdings ist der Umfang der Unterfamilie je nach Autor sehr unterschiedlich. Die Zusammenstellung erfolgte nach "Butterflies and Moths of the World – Generic Names and their Type-species2" mit kleineren Veränderungen nach Speidel & Kononenko (1998).
- Anepholcia Prout, 1924
- Antitrisuloides Holloway, 1985
- Bathyra Walker, 1865
- Brandtina Bytinski-Salz & Brandt, 1937
- Charadra Walker, 1865[6]
- Colocasia Ochsenheimer, 1816
  - Haseleule (Colocasia coryli) (Linnaeus, 1758)
- Elydnodes Hampson, 1913
- Gaujonia Dognin, 1891
- Lichnoptera Herrich-Schäffer, 1856
- Meleneta J. B. Smith, 1908
- Panthauma Staudinger, 1892
- Panthea Hübner, 1820
  - Klosterfrau (Panthea coenobita) (Esper, 1785)
- Pantheana Hreblay, 1998
- Pseudopanthea McDunnough, 1942
- Smilepholcia Prout, 1924
- Tambana Moore, 1882 (= Trisulipsa Berio 1973[5])
- Trichosea Grote, 1875
  - Gelber Hermelin (Trichosea ludifica) (Linnaeus, 1758)
- Trisuloides Butler, 1881